# あの店長
あの店長 (あのてんちょう、タイ語: เดอะมาสเตอร์ 英語: The Master ) は2014年に公開されたタイのドキュメンタリー映画。別名は「噂の男」。監督はナワポン・タムロンラタナリット。 過去にバンコクに実在した"แว่นวิดีโอ"(眼鏡"のビデオ)という、ウォン・カーウァイ、岩井俊二、北野武、ゴダール、そしてスタジオジブリ作品など海外の非主流映画を海賊版で取り揃えたビデオショップの栄枯盛衰と、そのショップが育てたタイのインディペンデント映画業界、そして著作権侵害の問題についてのインタビューで構成されている。インタビューされるのは、ショップに関係してきたタイの映画業界内外の人々である。

## インタビュー対象者
- ペンエーグ・ラッタナルアーン (「地球で最後のふたり」監督)
- Kongdej Jaturanrasamee (「ヌーヒン バンコクへ行く」脚本)
- ソンヨット・スックマークアナン (「夏休み ハートはドキドキ!」監督)
- バンジョン・ピサヤタナクーン (「愛しのゴースト」監督)
- Kittisak Suvannapokhin (映画評論家)
- Prawit Taengaksorn (映画評論家)
- コン・リッディー (「改宗」監督)
- Manotham Theamtheabrat
- Graiwoot Chulphongsathorn (チュラロンコン大学メディア芸術学部教授)
- Wiwat Lertwiwatwongsa
- Kanchat Rangseekansong
- Yutthana Boonaom
- Pongnarin Ulice
- Pornchai Wiriyapraphanon
- นภสร แย้มอุทัย
- Samart Imkham
- Worrawit Ikumnoed
- Tawat Virojpracha

## 公開
この映画は、2014 年11月27日にタイで初公開された。タイの単館系映画館として知られるHouseのみでの公開であった。

### 日本での公開
2022年10月現在、日本でこの映画が一般公開されたり、DVDなどで販売されたり配信されたことはないが、いくつかの映画祭や特集上映でこの映画が上映されたことがある。

#### 第11回大阪アジアン映画祭
2016年3月に行われた映画祭。あの店長のタイトルで、3月7日、3月11日に上映された。

#### アジアフォーカス・福岡国際映画祭2017
2017年9月に行われた映画祭。噂の男のタイトルで上映。

#### 第43回ぴあフィルムフェスティバル
2021年9月に行われた映画祭。あの店長のタイトルで、9月14日、9月21日に上映された。

#### 第43回ぴあフィルムフェスティバルin 京都
2022年1月に行われた映画祭。 あの店長のタイトルで、1月9日に上映された。

#### PFFプレゼンツ ナワポン・タムロンラタナリット監督特集～タイからの新しい風～
2022年3月に行われた第17回大阪アジアン映画祭に続く日程で、大阪シネ・ヌーヴォで特集上映を開催。あの店長のタイトルで、3月21日に上映された。この上映が一連の最終上映となった。

## 備考
- この映画のテーマとなったビデオショップについては、チャトチャック・ウィークエンド・マーケットの区画18小路3に存在していたとの証言が存在する[8]。